# Ashland City
Ashland City (auch Ashland) ist eine Town im Cheatham County im US-amerikanischen Bundesstaat Tennessee. Das U.S. Census Bureau hat bei der Volkszählung 2020 eine Einwohnerzahl von 5.193 ermittelt.

## Geographie
Ashland City ist die größte Stadt im Cheatham County und dessen Verwaltungssitz. Die Stadt liegt in etwa im Zentrum des Countys auf dem flachen nordöstlichen Ufer des Cumberland River, einige Kilometer oberhalb des Zusammenflusses mit dem Harpeth River.
Ashlands geographische Koordinaten lauten 36° 16′ N, 87° 3′ W (36,267954, −87,054877)
Die Stadt liegt an der Kreuzung von Tennessee State Route 12, die Ashland City mit der etwa 24 Kilometer südöstlich von Ashland liegenden Hauptstadt Tennessees, Nashville, und dem 31 Kilometer entfernten Clarksville im Nordwesten verbindet sowie der Tennessee State Route 49, die nordostwärts nach Springfield und Kentucky und westwärts nach Charlotte führt.
Nach den Angaben des United States Census Bureaus hat Ashland City eine Gesamtfläche von 28,1 Quadratkilometern, wovon 26,2 Quadratkilometer Land und 2,0 Quadratkilometer (= 6,95 Prozent) auf Gewässer entfallen.

## Geschichte
Ashland City wurde 1856 als Countyverwaltungssitz des neu eingerichteten Cheatham County gegründet. Offizielles Gründungsdatum ist 1859. Im Jahre 1869 wurde das heutige Cheatham County Courthouse fertiggestellt.
Der erste industrielle Betrieb in dem Gebiet war eine Schmiede, die 1818 durch Montgomery Bell am Harpeth River, einige Kilometer südwestlich der heutigen Stadt, eingerichtet wurde. 1835 gründete Samuel Watson eine Getreidemühle, die später auch als Pulvermühle im Amerikanischen Bürgerkrieg eine wichtige Rolle für die Waffenproduktion spielte. Die Mühle war bis 1904 in Betrieb.
Der Name der Stadt ist entweder abgeleitet vom Wohnsitz Henry Clays, der den Namen Ashland trug, oder ist inspiriert durch die in dem Gebiet heimische Esche (englisch: ash).
Am 8. Juli 1992 wurde der Boxer Caleb Plant in Ashland City geboren.